# Contea di Sayn-Wittgenstein-Berleburg
Sayn-Wittgenstein-Berleburg era una contea situata nel Siegen-Wittgenstein in Germania, nell'odierno stato della Renania Settentrionale-Vestfalia.

## Storia
Il Sayn-Wittgenstein-Berleburg era una partizione del Sayn-Wittgenstein.  Fu diviso due volte: la prima volta, nel 1631, con una partizione che mantenne il nome originale e altre due partizioni che andarono al Sayn-Wittgenstein-Homburg e al Sayn-Wittgenstein-Neumagen; una seconda volta nel 1694 con una partizione che mantenne il nome originale e altre due partizioni che andarono al Sayn-Wittgenstein-Karlsburg e al Sayn-Wittgenstein-Ludwigsburg,  Fu elevato da contea a principato nel 1792 e fu mediatizzato (con la Reichsdeputationshauptschluss) al Gran Ducato di Assia nel 1806, prima di essere annesso dalla Prussia nel 1816.

## Signori di Sayn-Wittgenstein-Berleburg

### Conti Sayn-Wittgenstein-Berleburg (1607–1792)[1]
- Giorgio (1607–31)
- Ludovico Casimiro (1631–43)
- Giorgio Guglielmo (1643–84)
- Ludovico Francesco (1684–94)
- Casimiro (1694–1741)
- Ludovico Ferdinando (1741–73)
- Cristiano Enrico (1773–92)

### Principi di Sayn-Wittgenstein-Berleburg (1792–1806)[2]
- Cristiano Enrico, I Principe di Sayn-Wittgenstein-Berleburg (1792–1800)
- Alberto, II Principe di Sayn-Wittgenstein-Berleburg (1800–06)

### Capi della casata di Sayn-Wittgenstein-Berleburg (1806-oggi)
- Alberto, II Principe di Sayn-Wittgenstein-Berleburg (1806-1851)
- Alberto, III Principe di Sayn-Wittgenstein-Berleburg (1851–1904)
- Riccardo, IV Principe di Sayn-Wittgenstein-Berleburg (1904-1925)
- Gustavo Alberto, V Principe di Sayn-Wittgenstein-Berleburg (1925-1969)
- Riccardo, VI Principe di Sayn-Wittgenstein-Berleburg (1969-2017)
- Gustavo di Sayn-Wittgenstein-Berleburg (dal 13 marzo 2017)

## Linea di successione
Al principio del XX secolo erano esistenti quattro rami della casata principesca di Sayn, avendo ognuno ereditato il proprio appannaggio mentre la famiglia godette dell'immediatezza imperiale come vassalli del Sacro Romano Impero. In ordine di anzianità di legittima discendenza da loro progenitore, Ludovico I, conte di Sayn-Wittgenstein (1532-1605), furono:
1. Principi (Fürsten) di Sayn-Wittgenstein-Berleburg, discendenti dal conte Giorgio (1565-1631)
2. Principi (Fürsten) di Sayn-Wittgenstein-Sayn, discendenti dal conte Cristiano Ludovico (1725-1797)
3. Conti di Sayn-Wittgenstein-Berleburg, discendenti dal conte Giorgio Ernesto (1735-1792)
4. Principi (Fürsten) di Sayn-Wittgenstein-Hohenstein, discendenti dal conte Ludovico (1571-1634)